# Santa Brígida, Coahuila
Santa Brígida är en ort i Mexiko.   Den ligger i kommunen San Pedro och delstaten Coahuila, i den centrala delen av landet, 800 km nordväst om huvudstaden Mexico City. Santa Brígida ligger 1 108 meter över havet och antalet invånare är 473.
Terrängen runt Santa Brígida är platt åt nordost, men åt sydväst är den kuperad. Runt Santa Brígida är det mycket glesbefolkat, med 5 invånare per kvadratkilometer. Närmaste större samhälle är Concordia, 8,4 km norr om Santa Brígida. Omgivningarna runt Santa Brígida är i huvudsak ett öppet busklandskap.